# Dalechampia cujabensis
Dalechampia cujabensis är en törelväxtart som beskrevs av Carl Friedrich Philipp von Martius och Johannes Müller Argoviensis. Dalechampia cujabensis ingår i släktet Dalechampia och familjen törelväxter. Inga underarter finns listade i Catalogue of Life.